# Stipa isoldeae
Stipa isoldeae là một loài thực vật có hoa trong họ Hòa thảo. Loài này được H.Scholz miêu tả khoa học đầu tiên năm 1989.